# Lijst van voetbalinterlands Dominica - Nicaragua
Deze lijst van voetbalinterlands is een overzicht van alle officiële voetbalwedstrijden tussen de nationale teams van Dominica en Nicaragua. De landen speelden tot op heden vier keer tegen elkaar. De eerste ontmoeting, een kwalificatiewedstrijd voor het Wereldkampioenschap voetbal 2014, werd gespeeld in Roseau op 2 september 2011. Het laatste duel, een groepswedstrijd tijdens de CONCACAF Nations League 2019/20, vond plaats op 14 oktober 2019 in Roseau.

## Wedstrijden
| № | Plaats  | Datum            | Competitie                      | Wedstrijd            | Uitslag |
| - | ------- | ---------------- | ------------------------------- | -------------------- | ------- |
| 1 | Roseau  | 2 september 2011 | WK 2014 kwalificatie            | Dominica − Nicaragua | 0 − 2   |
| 2 | Managua | 11 november 2011 | WK 2014 kwalificatie            | Nicaragua − Dominica | 1 − 0   |
| 3 | Managua | 11 oktober 2019  | CONCACAF Nations League 2019/20 | Nicaragua − Dominica | 3 − 1   |
| 4 | Roseau  | 14 oktober 2019  | CONCACAF Nations League 2019/20 | Dominica − Nicaragua | 0 − 4   |

## Samenvatting
| Competitie              | Totaal gespeeld | Winst Dominica | Gelijk | Winst Nicaragua | Doelsaldo Dominica – Nicaragua |
| ----------------------- | --------------- | -------------- | ------ | --------------- | ------------------------------ |
| WK-kwalificatie         | 2               | 0              | 0      | 2               | 0 − 3                          |
| CONCACAF Nations League | 2               | 0              | 0      | 2               | 1 − 7                          |
| Totaal                  | 4               | 0              | 0      | 4               | 1 − 10                         |

DFA · 
Vrouwenvoetbalelftal van Dominica
Interlands
Tegenstander:
Amerikaanse Maagdeneilanden ·
Anguilla ·
Antigua en Barbuda ·
Aruba ·
Bahama's ·
Barbados ·
Bermuda ·
Britse Maagdeneilanden ·
Canada ·
Cuba ·
Dominicaanse Republiek ·
Grenada ·
Guatemala ·
Guyana ·
Haïti ·
Jamaica ·
Mexico ·
Nicaragua ·
Panama ·
Saint Kitts en Nevis ·
Saint Lucia ·
Saint Vincent en de Grenadines ·
Suriname ·
Trinidad en Tobago ·
Turks- en Caicoseilanden
FNF · 
A-internationals · 
Nicaraguaans vrouwenelftal
Anguilla ·
Argentinië ·
Bahama's ·
Barbados ·
Belize ·
Bermuda ·
Bolivia ·
Colombia ·
Costa Rica ·
Cuba ·
Curaçao ·
Dominica ·
Dominicaanse Republiek ·
El Salvador ·
Ghana ·
Guatemala ·
Haïti ·
Honduras ·
Iran ·
Jamaica ·
Kaaimaneilanden ·
Mexico ·
Montserrat ·
Nederlandse Antillen ·
Panama ·
Paraguay ·
Peru ·
Puerto Rico ·
Saint Kitts en Nevis ·
Saint Vincent en de Grenadines ·
Suriname ·
Trinidad en Tobago ·
Turks- en Caicoseilanden ·
Uruguay ·
Venezuela ·
Verenigde Staten